# Lawrence Pressman
Lawrence Pressman (Cynthiana (Kentucky), 10 juli 1939), geboren als David M. Pressman, is een Amerikaans acteur en filmproducent.

## Biografie
Pressman begon met acteren in het theater, hij maakte in 1964 zijn debuut op Broadway met het toneelstuk Never Live Over a Pretzel Factory in de rol van Sam. Hierna heeft hij nog twee rollen gespeeld op Broadway, in 1968 met het toneelstuk The Man in the Glass Booth in de rol van Charlie Cohn en in 1969 met het toneelstuk Play It Again, Sam in de rol van Dick Christie. Hiernaast heeft hij ook rollen gespeeld in off-Broadway theaters voornamelijk in Los Angeles en omstreken.
Pressman begon in 1969 met acteren voor televisie in de televisieserie The Edge of Night. Hierna heeft hij nog meer dan 170 rollen gespeeld in televisieseries en films zoals Shaft (1971), Rich Man, Poor Man (1976), Like Mom, Like Me (1978), Doogie Howser, M.D. (1989-1993), She Cried No (1996), American Pie (1999), Profiler (1998-1999), Judging Amy (1999-2004), American Dreamz (2006) en General Hospital (2007). 
Pressman is ook actief als filmproducent, in 2004 heeft hij de film In Good Company geproduceerd.
Pressman is in 1973 getrouwd met Lanna Saunders en zij hebben samen een zoon genaamd David. Op 10 maart 2007 is zijn vrouw overleden aan de gevolgen van multiple sclerose.

## Filmografie

### Films
Selectie:
- 2006 American Dreamz – als butler in het Witte Huis
- 2005 Nine Lives – als Roman
- 2003 American Wedding – als hoofd coach
- 2001 Dr. Dolittle 2 – als gouverneur van Claifornië
- 1999 American Pie – als coach Marshall
- 1996 She Cried No – als Edward Connell
- 1996 The Sunchaser – als agent in Charge Collier
- 1989 Breaking Point – als generaal Smith
- 1988 Little Girl Lost – als Lester
- 1980 9 to 5 – als Dick
- 1978 Like Mom, Like Me – als Michael Gruen
- 1971 Shaft – als Tom Hannon

### Televisieseries
Selectie:
- 2023 Carol & The End of the World - als Bernard Kohl - 4 afl.
- 2022 Reboot - als Jerry - 6 afl.
- 2018 Break a Hip - als Carlton Kincade - 3 afl.
- 2013 - 2015 Hart of Dixie - als Vernon 'Brando' Wilkes - 7 afl.
- 2014 Transparent - als Ed Paskowitz - 6  afl.
- 2007 – 2008 Boston Legal – als rechter Floyd Hurwitz – 2 afl.
- 2007 General Hospital – als rechter – 12 afl.
- 2004 – 2007 Medical Examiners – als rechter Harlan Marshall – 4 afl.
- 2004 Gilmore Girls – als Floyd Stiles – 2 afl.
- 2001 – 2002 The Guardian – als Donald Sample – 3 afl.
- 1999 – 2001 Judging Amy – als Alan Stetson  – 4 afl.
- 2001 Dark Angel – als oom Jonas Cale – 2 afl.
- 1998 – 1999 Profiler – als Walter Anderson - 4 afl.
- 1996 Dr. Quinn, Medicine Woman – als Ezra Leonard – 2 afl.
- 1995 NYPD Blue – als Arnold Rudman – 2 afl.
- 1993 Law & Order – als Nicholas Burke - 2 afl.
- 1989 – 1993 Doogie Howser, M.D. – als dr. Benjamin Canfield – 97 afl.
- 1984 Dynasty – als Eric Grayson – 2 afl.
- 1980 – 1981 Ladies' Man – als Alan Thackeray – 16 afl.
- 1974 – 1980 Insight – als John – 2 afl.
- 1979 Blind Ambition – als H.R. Haldeman – 4 afl.
- 1979 Stockard Channing in Just Friends – als Frank Hughes – 2 afl.
- 1977 Mulligan's Stew – als Michael Mulligan - 7 afl.
- 1976 Rich Man, Poor Man – als Bill Denton – 4 afl.
- 1974 – 1975 The Bob Newhart Show – als Ed Hoffman – 2 afl.
- 1969 The Edge of Night – als Roger Castermore - ? afl.

- Bibliothèque nationale de France: cb14217495k (data)
- Gemeinsame Normdatei: 1229429832
- International Standard Name Identifier: 0000 0001 1474 2601
- Library of Congress Control Number: no98068088
- Nationale bibliotheek van Australië: 40679412
- Nationale Bibliotheek van Israël: 987007349596905171
- Trove: 1041708
- Virtual International Authority File: 68548194
- WorldCat: E39PBJfGW78HyYkgBCkcpXxkXd